# RCサクセション
RCサクセション（アール・シー・サクセション、RC SUCCESSION）は、忌野清志郎を中心として結成された日本のロックバンド。
「King of Rock」「King of Live」の異名をとるなど「日本語ロック」の成立、現在日本で普通に見られるロック・コンサート、ライブ・パフォーマンスのスタイルの確立に大きな影響を及ぼした。
1991年より無期限活動休止状態に入ったまま復活することはなく、2009年に忌野が死去したことにより、事実上バンドは解散となった。

## 概要

### メンバー
忌野清志郎公式HP「地味変」のUNITのページでは
- 1968〜1977年 忌野清志郎、林小和生、破廉ケンチ
- 1977〜1979年 忌野清志郎、林小和生、仲井戸麗市、新井田耕造、小川銀次
- 1980〜1989年 忌野清志郎、小林和生、仲井戸麗市、新井田耕造、Gee2wo
- 1989〜1990年 忌野清志郎、小林和生、仲井戸麗市、春日博文、厚見玲衣

以上4つの形態が紹介されている。

#### 1991年までのメンバー
| 担当                            | 人名                              | 別名義                                 | 生年月日                              | 出身地               | 在籍期間              |
| ------------------------------- | --------------------------------- | -------------------------------------- | ------------------------------------- | -------------------- | --------------------- |
| ボーカル/ギター/ハーモニカ/ etc | 忌野清志郎（いまわの きよしろう） | 肝沢幅一                               | 1951年4月2日 - 2009年5月2日（58歳没） | 東京都中野区         | 1968年〜1991年        |
| ベース/コーラス/ボーカル        | 小林和生（こばやし かずお）       | 林小和生 リンコ・ワッショー 小林やわお | 1951年12月5日（73歳）                 | 東京都国分寺市       | 1968年〜1991年        |
| ギター/ボーカル/コーラス        | 仲井戸麗市（なかいど れいち）     | チャボ 井戸端矮鶏                      | 1950年10月9日（74歳）                 | 東京都新宿区         | 1978年〜1991年        |
| ギター/ドラム/コーラス          | 春日博文（かすが ひろふみ）       | ハチ                                   | 1954年1月25日（71歳）                 | 東京都港区青山       | 1978年 1990年〜1991年 |
| キーボード/コーラス             | 厚見玲衣（あつみ れい）           |                                        | 1957年5月18日（68歳）                 | 神奈川県川崎市多摩区 | 1990年〜1991年        |

#### 過去のメンバー
| 担当                       | 人名                          | 別名義                                 | 生年月日                               | 出身地           | 在籍期間                                       | 主な所属          |
| -------------------------- | ----------------------------- | -------------------------------------- | -------------------------------------- | ---------------- | ---------------------------------------------- | ----------------- |
| ギター/コーラス/ボーカル   | 破廉ケンチ（はれん けんち）   |                                        | 1951年9月19日（73歳）                  | 九州             | 1968年〜1977年                                 | ポリスター社      |
| ドラム/コーラス            | 新井田耕造（にいだ こうぞう） |                                        | 1953年3月25日（72歳）                  | 東京都台東区浅草 | 1978年〜1990年                                 | ドラマーズ/憂歌団 |
| ギター                     | 小川銀次（おがわ ぎんじ）     |                                        | 1956年9月24日 - 2015年8月2日（58歳没） |                  | 1979年〜1980年                                 | CROSSWIND         |
| キーボード/ギター/コーラス | Gee2wo                        | ゴンタ2号/G2/G2wo/柴田義也/G.1,238,471 | 1954年9月17日（70歳）                  | 兵庫県神戸市     | 1980年〜1990年（1979年よりサポートとして参加） | Zion High Players |

#### その他のメンバー (ホーンセクション)
エレキ化以降のレコーディング、コンサートでは、ホーンセクションとして梅津和時と片山広明ら（時期によって他のメンバーが入ることもあった）が「ブルーデイ・ホーンズ」（当初は「生活向上委員会」）のユニット名で参加。

#### サポートメンバー
| 担当                                    | 人名                                     | 別名義         | 生年月日                                  | 出身地                             | 在籍期間                        | 主な所属                                                                      |
| --------------------------------------- | ---------------------------------------- | -------------- | ----------------------------------------- | ---------------------------------- | ------------------------------- | ----------------------------------------------------------------------------- |
| パーカッション                          | 三浦友和（みうら ともかず）              | 電源切之介     | 1952年1月28日（73歳）                     | 山梨県塩山市（現・甲州市）         | 1970年代前期                    | ホリプロ                                                                      |
| ピアノ                                  | 佐山雅弘（さやま まさひろ）              | セクシー佐山   | 1953年11月26日 - 2018年11月14日（64歳没） | 兵庫県尼崎市                       | 1975年〜1976年頃                | PONTA BOX                                                                     |
| ドラム                                  | 鈴木ウータン正夫（すずきウータンまさお） | ワンダフル鈴木 | 1948年10月17日（76歳）                    | 福島県福島市                       | 1975年〜1976年頃                | ペドロ＆カプリシャス                                                          |
| ギター                                  | 阿部昇（あべ のぼる）                    |                | 1951年4月5日（74歳）                      | 神奈川県高座郡座間町（現・座間市） | 1975年〜1976年頃                | ファンシー・ハウス/アベズ                                                     |
| キーボード                              | 原田依幸（はらだ よりゆき）              | ハラダーソン   | 1948年7月24日（77歳）                     | 島根県簸川郡大社町（現・出雲市）   | 1976年                          | 生活向上委員会大管弦楽団                                                      |
| ドラム                                  | 土井耕太郎（どい こうたろう）            |                |                                           |                                    | 1977年頃                        | 久保田真琴と夕焼け楽団                                                        |
| サックス                                | 梅津和時（うめづ かずとき）              | どくとる梅津   | 1949年10月17日（74歳）                    | 宮城県仙台市                       | 1980年〜1987年                  | 生活向上委員会/どくとる梅津バンド/シャクシャイン/こまっちゃクレズマ/KIKI BAND |
| サックス                                | 片山広明（かたやま ひろあき）            |                | 1951年3月1日 - 2018年11月13日（67歳没）   | 千葉県野田市                       | 1980年〜1990年                  | 生活向上委員会/どくとる梅津バンド/シャクシャイン/渋さ知らズ/de-ga-show        |
| コーラスなど                            | 三宅伸治（みやけ しんじ）                |                | 1961年3月8日（62歳）                      | 宮崎県                             | 1982年〜                        | MOJO CLUB/SMI/NICE MIDDLE with NEW BLUE DAY HORNS                             |
| パーカッション                          | 菊池隆（きくち たかし）                  |                | 1953年??月??日                            | 栃木県大田原市                     | 1984年〜1986年                  | 生活向上委員会大管弦楽団/どくとる梅津バンド/DANGER                            |
| コーラス/パーカッション/ギター/ボーカル | 金子マリ（かねこ マリ）                  |                | 1954年12月1日（70歳）                     | 東京都世田谷区下北沢               | 1979年～80年初期 1988年〜1989年 | 金子マリ&バックスバニー/5th Element will                                      |

#### プロデューサー・編曲家
| 人名                        | 生年月日              | 出身地         | 主な所属                          |
| --------------------------- | --------------------- | -------------- | --------------------------------- |
| 穂口雄右（ほぐち ゆうすけ） | 1948年1月24日（77歳） | 東京都         | テディーボーイズ/アウト・キャスト |
| 星勝（ほし かつ）           | 1948年8月19日（76歳） | 埼玉県         | モップス                          |
| 椎名和夫（しいな かずお）   | 1952年7月14日（73歳） | 東京都世田谷区 | はちみつぱい/ムーンライダーズ     |

### 楽曲

#### 特徴
基本的に忌野が作詞・作曲した楽曲をバンドでアレンジして演奏、レコーディング。自作・自演・アレンジまでするスタイルは現代でこそ珍しくないが、1970年代初期ではまだ異例だった。忌野1人による制作曲のほか、時期によっては仲井戸、小林、Gee2woとそれぞれ共作もしている。
音楽性、歌詞の世界観などは「忌野清志郎」の頁を参照。
アルバム『BLUE』以降、仲井戸が作詞・作曲・ボーカルをとった曲が1枚のアルバムに1曲以上収録。

## 来歴
1966年、ピーター・ポール&マリーやジョーン・バエズらの影響を受け、中学の同級生だった忌野・小林・破廉の3人でフォークグループ「ザ・クローバー（The Clover）」を結成。
1967年、高校進学によりザ・クローバー解散。忌野と小林は、上級生の武田清一（のちに「日暮し」でデビュー）を迎え「リメインダーズ・オブ・ザ・クローバー（The Remainders of the Clover・「クローバーの残党」の意）を結成。初めてギャラを受け取る仕事をする。
1968年、「リメインダーズ・オブ・ザ・クローバー」が自然消滅した後、破廉がバンドに戻りバンド名を「リメインダーズ・オブ・ザ・クローバー・サクセション（The Remainders of the Clover succession（「クローバーからの継続」の意）」の省略形から「RCサクセション」と命名。
学校の文化祭でいつもの友達だけが来るのが嫌で、「もっと多くの人たちに自分たちの音楽を知らせたい」と、1969年、テレビ番組『ヤング720』（TBS系）のオーディションに挑戦し合格。続いて8月29日、東芝主催の「カレッジ・ポップス・コンサート」オーディションで第3位。この模様を収録したオムニバス盤「カレッジポップス・コンサート（実況録音盤）」が初めての公式音源となる。収録曲は「どろだらけの海」。ここで東芝音工（現EMIミュージック・ジャパン）にスカウトされる。当時の東芝音工はフォーク&ロックのジャンルをほぼ独占していた。
1970年3月5日、「宝くじは買わない」で東芝音工よりシングル・デビュー。
1971年、RCが活動拠点の一つとしていた渋谷のライブハウス「青い森」で当時フォーク・グループ、古井戸として活動していた仲井戸麗市と出会う。
1972年、ラジオ番組『ハローパーティー』や『バイタリス・フォーク・ビレッジ』などへの出演を始める。3rdシングル「ぼくの好きな先生」がヒット。1stアルバム「初期のRCサクセション」をリリース。
1974年、当時のマネージャー奥田義行が事務所 （ホリプロ）に造反、独立してプロダクション「りぼん」を設立。RCはその騒ぎに巻き込まれ、ホリプロ内で仕事を干される。
1976年、ホリプロから「りぼん」へ移籍。レコード会社はキティ/ポリドールに移籍。前年既に制作済だった3rdアルバム『シングル・マン』がようやくリリースされるも、1年後に廃盤。破廉は精神状態が不安定になり、ギターが弾けなくなる。1976年10月11日リリースのシングル「わかってもらえるさ」以降、1979年6月25日の日仏会館でのコンサートまで活動停止。
1977年、破廉が正式脱退。
1978年、仲井戸、春日がサポートとして参加、新井田が加入。フォーク形態からロック／R&B形態へバージョンアップされる（当時、その衝撃の大きさからマスコミでは「パンク・ロック」と評されることが多かった）。RCの黄金期を形成するバンドの基礎が完成。忌野は髪を短く切り逆立て、派手な衣裳にどぎついメイクをしてステージに出るようになる。
1979年、春日に代わり小川が加入。仲井戸が正式メンバーとなる。Gee2woがサポート参加。RCはそのライブ・パフォーマンスが評判となり、マスコミで度々取り上げられる。ジョニー、ルイス&チャーの前座として初めて日本武道館のステージに立つ。
音楽評論家の吉見佑子らが3rdアルバム『シングル・マン』の再発売を懇願するため「シングルマン再発実行委員会」を発足。ポリドールとの折衝が繰り返された結果、自主制作で300枚限定で異例の再発売が決定。当初は国立の「レコード・プラント」、青山の「パイドパイパー・ハウス」の2店のみでの販売。
1980年、「雨あがりの夜空に」発売記念として渋谷のライブハウス「屋根裏」で4日連続のコンサートを開催。のべ800人の観客を動員、同ライブハウスの動員記録を打ち立てる。渋谷公会堂でのシーナ&ザ・ロケッツ、BOWWOWとのジョイント・コンサートも約2000人の観客動員を達成、RC人気に火が点く。「シングル・マン」が正式に再発売。
エレキ化後のデビュー盤となる「RHAPSODY」をリリース、半年以上のロングランヒット。このアルバムは、1980年4月、東京・久保講堂におけるコンサートの実況録音盤。このコンサートを最後に、小川が脱退。代わってGee2woが正式メンバーとなる。
同年10月には日比谷野音で「上田正樹とサウス・トゥ・サウス」の再結成ライブで、11月一橋大学の学園祭ライブでは平沢進が率いたニューウェイブ・テクノポップバンド「P-MODEL」と、対バンコンサートを行う。
1981年、初の日本武道館単独公演。その後10年連続で武道館クリスマスコンサートを行う。この年は年間100本近いコンサートを行う。
1982年、忌野が坂本龍一（当時イエロー・マジック・オーケストラ）と組んで発表したシングル「い・け・な・いルージュマジック」が資生堂82年春のキャンペーンソングとしてヒット。MVでは、どぎつい化粧をして男同士でキスをするなど過激なパフォーマンスを展開、時代を席巻。RCとして同年、サム・ムーア、チャック・ベリーらとのジョイント・コンサートを横浜スタジアムにて開催（アルバム『THE DAY OF R&B』収録）。ロンドンレコードに移籍。自身のレーベル「BARCA」設立。
1985年、事務所「りぼん」から独立。個人事務所「うむ」設立。西武劇場（現・PARCO劇場）で独立記念コンサート「スーパーエイプリルフール」開催（泉谷しげる、坂本龍一、矢野顕子、三浦友和らがゲスト参加）。
1988年、東芝EMIより発売予定だったシングル「ラヴ・ミー・テンダー」とアルバム『COVERS（カバーズ）』が、収録曲の歌詞の問題で発売中止。同シングル・アルバムは、古巣のキティレコード（現・ユニバーサルミュージック）から発売、RCとして初のオリコンアルバムチャート1位を獲得。
1989年、HARD TIMES LIVEツアーはリリースされていない新曲中心という異例の構成で行われる。レコード会社に対する不満からステージ上で「録音自由化」を宣言。
1990年、Gee2wo・新井田が相次いで脱退。現段階でのラスト・アルバム『Baby a Go Go』をリリース。続くツアーは札幌、仙台、福岡、名古屋、大阪および日本武道館のみ開催。翌1991年のツアーはすべてキャンセル。
1991年1月、無期限活動休止に入る。
2009年5月、忌野清志郎、死去。

## 詳細・エピソード

### 結成 〜 デビュー「宝くじは買わない」（バンド黎明期）
使用楽器、バンド編成はアコースティック（フォーク）ながら、ヘヴィ・ゲージの弦を張ったギターを叩くようにかき鳴らして発せられる楽曲は、コード進行やハーモニー、スリリングなギターソロなどすでにR&B、ロックに近いものだった。
活動拠点としていた「青い森」「渋谷ジァン・ジァン」などのライヴハウスで、古井戸、泉谷しげるらと親交を深める。泉谷は当時のRCを「RCは凄まじかったね。アコースティックギターのリズム隊でありながらロックだったわけよ。ウッドベースなんかスリリングでさ、すんげえソウルフルなんだよ」と評している。
すでにこの時期のセットリストには、「ファンからの贈り物」「ダーリン・ミシン」「うわの空」「マリコ」「君が僕を知ってる」「お墓」等、後年レコーディングされた曲のタイトルが見られる。
デビュー・シングル「宝くじは買わない」は、当時のマネージャーであった金田が連れてきた伊勢田トリオというグループをバックに演奏したが、最終的にレコードになったときにはスタジオミュージシャンのテイクが使われた。

### 『初期のRCサクセション』 〜 『楽しい夕に』 （アコースティック期）
1stアルバム『初期のRCサクセション』は、最終的なマスタリング作業にメンバーが立ち会わせて貰えず、完成したレコードの音源に自分たちの意図しない勝手なアレンジが施されていたために不満を感じる。そのため2ndからは自分たちの演奏を主体としたレコード作りを始め、後年まで外部プロデューサーの介入を避けるようになる。
1970年代初期の未発表ライブ音源が『ロック画報2002年第10号』の付録CDに収録。曲は「つまらない仕事」「ぼくとあの娘」「忙しすぎたから」「内気な性格」「もっと何とかならないの?」「ぼくの自転車のうしろに乗りなよ」6曲。選曲は清志郎が行い、マスタリングに清志郎と破廉が立ち会った。
忌野の高校の同級生である俳優の三浦友和は、『初期のRCサクセション』に収録の「言論の自由」にボンゴで参加。三浦はステージによく加わることがあり、また一時期破廉と同居するなどかなりRCと親交が深かった。
忌野が作詞・作曲した「指輪をはめたい」を元にして、井上陽水と「帰れない二人」を共作。もう1曲「待ちぼうけ」を共作、この2曲が収録された陽水のアルバム『氷の世界』（1973年） が日本音楽史上初のミリオンセラーLPとなる。
1974年、ホリプロの奥田義行が、当時大ブレイク中だった陽水を連れホリプロを離れ、独立事務所「りぼん」を設立。この造反行為に激怒したホリプロは、奥田の子飼いだったRCの「りぼん」移籍を阻止。RCはスタッフも仕事も与えられず飼い殺し状態となる。
この頃、3rdアルバム『シングル・マン』を録音するも、事務所の移籍トラブルによりお蔵入りになる。

### 『シングルマン』 〜 「わかってもらえるさ」（暗黒期）
1975年、仕事がほとんどなくなり、活動休止状態になる。
1976年、ホリプロとの契約が切れ、正式に「りぼん」に移籍。
レコード会社を東芝音工からポリドールに移籍、3年1ヵ月振りのシングル「スローバラード」、3年4ヵ月振りの3rdアルバム『シングル・マン』をリリース。
更にキティレーベル（後のキティレコード）に移籍、シングル「わかってもらえるさ」を発売するが、すぐにそれらは廃盤となる。
『シングル・マン』には契約上クレジットされなかったが、タワー・オブ・パワーやミッキー吉野、柴田義也らが参加。「わかってもらえるさ」ではメンバーに破廉がクレジットされているものの、破廉は極度の鬱状態でギターが弾けず、ギターはすべて忌野が弾いた。
上記のゲストミュージシャンを記載できなかったため「このレコードは世界的ミュージシャンが豊富に使用されておりますので安心してご利用ください」と書かれている。
ジャケットに使われているイラストは幼児児童絵画統覚検査図版（金子出版）のもの。元本は忌野が探してきた。ジャケットに描かれているRCサクセションのロゴも忌野がデザイン。
5万円で買った忌野の愛車日産・サニークーペが廃車となる。井上陽水のアルバム「氷の世界」に提供した2曲の印税で買ったと言われる。その愛車をモデルに、この頃「雨あがりの夜空に」の歌詞が書かれた。
その後も忌野は2台続け中古のサニークーペを購入。当時一番安い中古車だったからである。
当時、唯一の活動と言ってもよかったのが矢沢永吉、井上陽水等の前座であったが、メインアクト目当てで来ている観客からは「クソッタレ」「早く消えろ」等の罵声を浴びせられることが少なくなかった。矢沢永吉の前座で出演した際にはRCが登場するやいなや観客から「帰れ」コールが浴びせられた。忌野が客をからかって「矢沢B吉でーす。永ちゃんはいま楽屋でクソしてるんで僕らがやりまーす」と発言。客席は大混乱となり、演奏中絶えず「死ね」など怒号のような野次を喰らう。
破廉ケンチ脱退（実際は破廉の鬱症状があまりにも酷く、それが原因でエレキギターが弾けない事を見かねた忌野がクビにした）。

### 「ステップ!」 〜 『BLUE』（復活・ブレイク期）
1978年頃から当時古井戸の仲井戸麗市、カルメン・マキ&OZの春日博文をサポートギタリストに迎え渋谷のライブハウス「屋根裏」を中心に活動。若年層を中心に絶大な支持を得てライブは連日連夜満員となる。同時期にドラマーの新井田耕造が加入。
当時の忌野は「シングル・マン」以降の暗黒期に行き詰まり複雑なコード進行の曲ばかり作ってしまう悪循環に陥っていた反省から、シンプルなコード進行の曲であってもロックのダイナミズムを持つローリング・ストーンズの楽曲研究を重ねた。この頃、セックス・ピストルズのジョニー・ロットンに影響を受け、それまで長くしていた髪を切り落とす。ステージでは髪の毛を立てたり奇抜なメイクを施すようになった。
1979年7月21日、2年8ヵ月振りのシングル「ステップ!」を発売。しかしこのシングルも、まだメンバーの演奏力を信用しきれていなかった制作担当者により、スタジオ・ミュージシャンのテイクが採用されている。8月、「NTV紅白歌のベストテン」に出演。音楽評論家の吉見佑子が音頭を取って「シングル・マン」再発実行委員会が発足。深夜ラジオでの放送が増える。積極的にステージを求め、各地の大学祭に多数出演。11月16日、久保講堂で行われた古井戸の解散コンサートで仲井戸麗市のRC正式加入が発表される。
1980年1月21日「雨あがりの夜空に」発売。発売記念コンサートを渋谷屋根裏で4日間開催、連日満員で屋根裏の観客動員記録を塗り替え話題となる。4月久保講堂で「RHAPSODY」録音。5月シングル「ボスしけてるぜ」、6月アルバム「RHAPSODY」、10月シングル「トランジスタ・ラジオ」、12月アルバム「PLEASE」と立て続けにレコードを発売。
パンク・ロック的なスピード感とR&Bに影響を受けた楽曲、グラムロックやミック・ジャガーを彷彿させるドギツいメイクでのステージが話題になる。忌野がオーティス・レディングの言葉を日本語にしてステージ上で観客へ呼びかけた「愛しあってるかい?」というフレーズは一世を風靡。
「清志郎ルック」の髪型やメイク、ファッションを身にまとった若者が出現するに至って、音楽誌のみならず『アサヒグラフ』や『an・an』、『宝島』、各新聞などでも取り上げられ、サブカルチャー的存在として社会現象とまでなる。1980年7月20日付の朝日新聞の社説では、「RCのコンサートへ行けば、今日のわが国のあらゆるタイプの若者像を瞬時にして知ることができる」とまで評される。
アルバム『RHAPSODY』リリース後、バンド名を変えようという話もあったが、「いちおうこれだけ続いたバンド名なんだから」という理由で却下される。
レコードを連発、コンサートも満員の人気バンドでありながら、忌野は杉並区の風呂無しアパートに住んでいた。81年に引越後、入居したのが三宅伸治である。

### 『BEAT POPS』 〜 『King of Live』（絶頂期）
関川誠編集長のもと、パンク、ニュー・ウェーブ系の音楽雑誌となっていた雑誌『宝島』で、日本のロック・バンドのシンボル的存在として何度も取り上げられる。特に忌野は「ロック少年・ロック少女たちのカリスマ的存在」となり、漫画等にも忌野をモデルとしたと思われるキャラクターが描かれるようになる。
1982年、ロンドン・レコードに移籍。
シングル「サマーツアー」がヒット。6月14日、フジテレビ系生放送番組「夜のヒットスタジオ」に出演し同曲を演奏した際、清志郎が曲の最中画面狭しと暴れまわったり、司会者とのトーク時より噛み続けていたガムをテレビカメラに向かって吐きかけるなどの悪ふざけをし、さらにそのことで視聴者へ謝罪する司会者の後ろで舌を出したり顔をしかめるなどしたことからテレビ局に「ふざけるな」など抗議の電話が殺到。その数は500本近くに上ったと言われている。
8月5日、TBS系テレビ「ザ・ベストテン」に8位でランクインし、出演。
1983年のアルバム『OK』で、RC初の海外（ハワイ）録音を行う。飛行機嫌い、海外嫌いだった仲井戸が初めて海外に行った。感想は「けっこういいとこだったよ。外には出なかったけど。」
この頃より、忌野の体調が最悪の状態になる。喫煙、ジャンクフード、ドラッグ漬け(出典不明)の生活といった長年の不摂生、コンサートとレコーディングに追われる過密スケジュール、風呂なし極貧アパートでの不衛生な生活という低待遇など無理が重なったためと思われ、検査の結果、医者に「君の肝臓は一生治らない」と宣告される。

### 『FEEL SO BAD』 〜 『Tears of a Clown』（激動期・その1）
1984年、ロンドン・レコード日本法人が成績不振のため解散、ロンドン・レコードはポリドール・レコードに吸収。RCは古巣の東芝EMIに復帰。
事務所が勝手にRCの原盤をNEWSレコードへ提供しベスト・アルバム『EPLP2』とコンピレーション・アルバム『MIX&MIXER』を発売。だが、それらの発売に関しRCに事前許可が取られていなかったこと、RCが嫌悪していたNEWSレコードから発売されたことに対しメンバーは激怒。当時NEWSレコードの幹部だった山本コウタローや松山千春をステージ上で猛烈批判。ファンに「（NEWSレコードから出た）アーティスト非公認盤を買わないように」と発言。
また、以前から燻ぶっていた事務所「りぼん」の営利第一主義的な経営姿勢に対する不信感、RCへの低待遇の不満に加え、これら杜撰な原盤管理に怒りが爆発。アルバム『FEEL SO BAD』の曲中で所属事務所とその社長を公然と批判、一時訴訟沙汰となる。
1985年、トラブルの末、「りぼん」から独立。個人事務所「うむ」設立。
治療を続けていた忌野の肝臓が東洋医学により奇跡的に回復、心身ともに充実するようになる。
仲井戸が初ソロ・アルバム『THE 仲井戸麗市 BOOK』を8月31日にリリース。

### 各ソロ活動等（停滞期）
1987年2月、イギリスのパブ・ロック界の中心人物、イアン・デューリー率いるブロックヘッズのメンバーを中心に迎えた忌野の初ソロ・アルバム『RAZOR SHARP』がリリース。忌野は同メンバーを従え全国ツアーも行う。それに伴いRCの活動は一時休止状態となる（当初RCとしてイギリスレコーディングの話が持ち上がっていたが、忌野以外のメンバーが海外録音を拒否したためと言われる）。

### 『MARVY』 〜 『コブラの悩み』（激動期・その2）
1988年、反戦・反核をテーマにしたカバーアルバム『COVERS（カバーズ）』とシングル「ラヴ・ミー・テンダー」を制作するも、発売元の東芝EMIの親会社・東芝が原子力関連企業でもあったため、歌詞の内容が問題視され急遽発売中止。東芝EMIは全国紙（毎日新聞、朝日新聞、読売新聞） で「素晴しすぎて発売出来ません」との広告を打つ（これは忌野が東芝から「企業の倫理とかいうのがあってどうも…素晴らしすぎて出せない」と発売の中止を告げられたことを受け、「素晴らしすぎて出せないっていうんだったら、それを新聞に出してくれ」と言ったことによる）。急遽レコード会社を古巣のキティレコードに変え発売された本作は、話題性もありRC初のオリコンチャート1位を獲得。
アルバム『COVERS』の発売中止から2か月後の8月15日にコンサートを行い、この模様を収録したライブアルバム『コブラの悩み』を同年12月にリリース。演奏曲目はほとんどが怒りをストレートに表現したもので、「発売中止騒動の時のマスコミの対応」や「東芝」を痛烈に批判（このアルバムは東芝EMIからリリース）。
ライブ・アルバム『コブラの悩み』には、スタジオ録音である「君は Love Me Tender を聴いたか?」がアルバム・ラストに曲の冒頭部分のみ収録。この曲は、発禁問題を引き起こした「ラヴ・ミー・テンダー」に対するセルフ・アンサーソングであるが、核心部分を語ろうとする「あの歌は、反…」という歌詞のところで途切れ終わっている。1988年のクリスマス武道館コンサートではフルバージョンで披露。
内容は、「反原発ロック」などというレッテルを貼られた曲に対するシンパシーや、たかが一曲の歌ごときにレコード会社やマスコミなどの大企業が政治力まで使い圧力をかけてくることや左様に大騒ぎすることの愚かさ、日本の社会や報道機関の未熟さを皮肉った内容となっている。フルバージョンは忌野のラジオ番組で何度かオンエアされた事はあったものの、長らく商品化には至らず、スタジオ版の正規音源がCD化に至ったのは、RCサクセション名義ですらなく、忌野の死から15年後の2024年11月13日に発売された『THE TIMERS』の35周年記念盤になってからと36年もの月日が流れ、大幅に時間を要することとなった（同時にこの記念CDには当時録音されたものの未発表となった「原発賛成音頭」なども収録された）。この収録で君は～がRC作品ではなくタイマーズ作品であることも初めて明かされている。

### 『Baby A Go Go』（終焉期）
1990年、メンバー間での話し合いの末、Gee2wo脱退（趣味のスキーに夢中になり過ぎ練習をすっぽかすことが度々あったこと、小林らとの音楽的志向性の違いがあったことなどが主要因と言われている）。
仲井戸が2ndソロ・アルバム『絵』をリリース。
『Baby a Go Go』の制作中、ミキサーのヘンリー・ハーシュ、デイヴィッド・ドマーニッチ、忌野が、曲によってドラマーを春日博文や外部のドラマーに変えたいという方針を打ち出したことに新井田が猛反発、RCを脱退。結果、RCは忌野、仲井戸、小林の3人編成となり、以降、ドラムには春日博文が、キーボードにはVOW WOWの厚見玲衣がそれぞれサポートで参加することになる。
現時点でのラストオリジナル・アルバム『Baby a Go Go』をリリース。ヘンリー・ハーシュら外国人プロデューサーを迎えアナログ制作にこだわり作られた本作は高い評価を得る。
1990年12月25日、日本武道館で最後のコンサートを開催、1991年1月に無期限活動休止。

### その後
活動休止以来RC名義の活動はないものの、忌野と仲井戸はライブでたびたびRC時代の楽曲を共演している。また、忌野のソロ・アルバムに仲井戸がゲスト参加したり、楽曲を共作したりしている。
2007年12月8日、日本武道館での『Dream Power ジョン・レノン スーパー・ライヴ』に、忌野、仲井戸、新井田、厚見によるベースレスという変則的な形態で出演（名義は「忌野清志郎+仲井戸麗市」）。RCゆかりのメンバーのみで再集結し、圧倒的な演奏力で健在ぶりを見せ付けた。
2008年2月のライブ『忌野清志郎 完全復活祭 日本武道館』にて忌野、仲井戸、新井田、厚見、梅津、片山らの共演が実現。メンバー紹介で忌野が新井田の名前を告げると日本武道館がひときわ大きな歓声に包まれた。

### その他のエピソード
アルバム『EPLP』は、EP（シングル）盤で発売した曲を集めた編集盤。EPの曲を集めて作ったLP（アルバム）だから『EPLP』。これに関連し忌野は、音楽メディアがレコードからCDに切り替わった当時、「そのうち『ABCD』ってCDを誰か出すんじゃないか」と言っていたが、後年忌野はミニ・アルバム『abcd』をCDで発売。
アルバム『COVERS』以前からも忌野が書く歌詞は再三物議をかもしている。
- シングル「ボスしけてるぜ」は、ボス（経営者）に『給料を上げてくれないとやる気が起こらない』と平社員の青年が懇願する内容。この歌詞に関する中小企業の経営者たちからの苦情により銀座地区など歓楽街で流される有線放送で放送禁止になる。
- アルバム『BLUE』に収録の「あの娘のレター」は曲中「ポリ公」という歌詞がレコ倫に引っかかったためその部分の音声にノイズが被せてある。歌詞カードでも伏字にしてあるが、「ライブでは勝手に歌わせていただきます」という旨の注釈がついている。
- 「お墓」は、フォーク時代からの重要なレパートリー曲であり、当初73年に陽水と忌野の共作のなかで忌野が提案、陽水が「これじゃ売れないよ」と没となり、74年に事務所などに秘密裡に収録された。アルバム『シングル・マン』に収録予定だったが、タイトルが忌み嫌われ収録を見送られた。結局正式にレコード化されたのは、その7年後にリリースされたアルバム『OK』。なお、歌詞の内容は、自分の元を去った恋人への失望からその恋人との思い出のある街には二度と行くことはない、そこは自分の心が死んだところであり心のお墓が立っている、というものである。
- ライブ・アルバム『the TEARS of a CLOWN』に収録された「君はそのうち死ぬだろう」は、暗黒期にノイローゼ気味となった旧友を逆説的に励ますために作られた曲であったが、『内容的にまずい』ということで歌詞カードには載せられなかった。

曲に歌われた多摩蘭坂（実際の坂の名前は「たまらん坂」）は、東京都国立市と国分寺市の境にある実在する坂。RCファン・忌野ファンの聖地となっている。近くの大学生が通学時に上るときに「坂がきつくてたまらん!」と言ったことが地名の由来。以前は坂の途中の石垣にRCファンによって「清志郎」と書かれた落書きがあったが、現在は取り壊されマンションが建っている。忌野の実家がある国分寺市富士本は位置的にはJR中央線国立駅の北側にあたり、「たまらん坂」はJR中央線を挟んで反対側の西国分寺駅・国立駅間南側に位置する。
『PLEASE』収録の「あきれて物も言えない」は、RCの暗黒期に事務所のスタッフにハッパをかけようとして泉谷しげるが言った「清志郎はもうだめだよ、立ち直れねえよ」という言葉を人づてに歪曲して聞いた忌野が激怒して作った曲。歌詞の「どっかの山師が俺が死んでるって言ったってさ」の部分を、ライブでは足の不自由な泉谷のことをあからさまに侮蔑する歌詞に替えて歌っていた。
1990年、RC20周年記念で出版された『遊びじゃないんだっ!（マガジンハウス）』の表紙および帯には、「RCサクセションの40年・上巻」「下巻は2010年の発売です」と書かれていたが、ジョークだったのか、下巻の予定だった2010年を前にした2009年にフロントマンの忌野がこの世を去ったことが影響したのか、下巻は2025年現在も発売されていない。
忌野のソロ・アルバム『夢助』に収録された「激しい雨」は、忌野と仲井戸の共作楽曲。歌詞の中で「RCサクセションが 聴こえる RCサクセションが 流れてる」と歌っている。仲井戸によると、ニール・ヤングがかつて在籍していたバンド バッファロー・スプリングフィールド について歌う「バッファロー・スプリングフィールド・アゲイン」という曲に感銘を受け、ラジオから『RCサクセションが 聴こえる』という歌詞が、一発で忌野と分かる声で聞こえたら面白いのではないか、というきっかけで歌詞が作られたという。
その他の詳細エピソードについては、忌野清志郎の頁を参照。

### 評価
- 氷室京介は、1980年7月5日のRC野音ライブを観て、バンド結成を思い立ったとインタビューで語っている。

- ビートたけしは『広告批評』1982年2月号のインタビューで「アリスなんか一時期みんなバカにしてたけど、最近オレ認めちゃうね。よく考えてみたら、自分もそんなこと歌ってるのにそんなこと言えないと思って。いま、RCサクセションがやたらウケてるけど、どっちかと言えば形が違うだけで、内容はほとんどアリスと変わらないね。むしろ、RCサクセションの方が子供っぽい。ロックの方がいいっていうのがいまあるんでしょ。それだけの理由だね」と述べている[19]。

## ディスコグラフィー

### シングル
|                          | 発売日                 | タイトル                          | カップリング                            | 最高順位               | 品番                   |
| 東芝音楽工業 / EXPRESS   | 東芝音楽工業 / EXPRESS | 東芝音楽工業 / EXPRESS            | 東芝音楽工業 / EXPRESS                  | 東芝音楽工業 / EXPRESS | 東芝音楽工業 / EXPRESS |
| ------------------------ | ---------------------- | --------------------------------- | --------------------------------------- | ---------------------- | ---------------------- |
| 1st                      | 1970年3月5日           | 宝くじは買わない                  | どろだらけの海                          | 圏外                   | EP-1216                |
| 2nd                      | 1970年12月5日          | 涙でいっぱい                      | イエスタディをうたって                  | 圏外                   | EP-1268                |
| 3rd                      | 1972年2月5日           | ぼくの好きな先生                  | 国立市中区3-1（返事をおくれよ）         | 70位                   | ETP-2599               |
| 4th                      | 1972年7月5日           | キミかわいいね                    | あの歌が想い出せない                    | 圏外                   | ETP-2690               |
| 5th                      | 1972年12月20日         | 三番目に大事なもの                | けむり                                  | 圏外                   | ETP-2754               |
| ポリドール               |                        |                                   |                                         |                        |                        |
| 6th                      | 1976年1月21日          | スローバラード                    | やさしさ                                | 圏外                   | DR 3013                |
| Kitty Records            |                        |                                   |                                         |                        |                        |
| 7th                      | 1976年10月11日         | わかってもらえるさ                | よごれた顔でこんにちは                  | 圏外                   | DKQ1006                |
| 8th                      | 1979年7月21日          | ステップ!                         | 上を向いて歩こう                        | 圏外                   | DKQ 1063               |
| 9th                      | 1980年1月21日          | 雨あがりの夜空に                  | 君が僕を知ってる                        | 圏外                   | DKQ 1077               |
| 10th                     | 1980年5月21日          | ボスしけてるぜ                    | キモちE                                 | 圏外                   | DKQ 1084               |
| 11th                     | 1980年10月28日         | トランジスタ・ラジオ              | たとえばこんなラブソング                | 83位                   | 7DK 7002               |
| ロンドンレコード / Barca |                        |                                   |                                         |                        |                        |
| 12th                     | 1982年6月23日          | SUMMER TOUR                       | ノイローゼ・ダンシング（CHABOは不眠症） | 6位                    | S07N-1004              |
| 13th                     | 1982年12月15日         | つ・き・あ・い・た・い            | 窓の外は雪                              | 48位                   | S07N-1007              |
| 14th                     | 1983年6月1日           | Oh! Baby                          | ダンスパーティー                        | 38位                   | S07N-1011              |
| 15th                     | 1983年11月7日          | ベイビー!逃げるんだ。             | おはようダーリン                        | 31位                   | S07N 1015              |
| 東芝EMI / EASTWORLD      |                        |                                   |                                         |                        |                        |
| 16th                     | 1984年7月21日          | 不思議                            | 甘いシル                                | 37位                   | WTP-17642              |
| 17th                     | 1985年4月21日          | すべてはALRIGHT (YA BABY)         | 春うらら                                | 53位                   | WTP-17712              |
| 18th                     | 1985年11月21日         | スカイ・パイロット                | LONELY NIGHT (NEVER NEVER)              | 圏外                   | WTP-17810              |
| 19th                     | 1988年3月25日          | NAUGHTY BOY                       | DIGITAL REVERB CHILD                    | 圏外                   | RT07-2071              |
| 発売中止                 | 1988年6月25日          | ラヴ・ミー・テンダー              | サマータイム・ブルース                  | -                      | RT07-2104A(プロモ盤)   |
| Kitty Records            |                        |                                   |                                         |                        |                        |
| 20th                     | 1988年8月15日          | ラヴ・ミー・テンダー              | サマータイム・ブルース                  | 10位                   | 7DS 0165               |
| 東芝EMI / EASTWORLD      |                        |                                   |                                         |                        |                        |
| 21st                     | 1990年9月5日           | I LIKE YOU                        | 忠実な犬                                | 13位                   | TODT-2541              |
| 22nd                     | 1991年2月6日           | スローバラード (RE-MIXED VERSION) | 空がまた暗くなる                        | 20位                   | TODT-2621              |

### アルバム

#### オリジナル・アルバム
|                          | 発売日                 | タイトル               | 最高順位               | 品番                   | 規格                   | 価格                   |
| 東芝音楽工業 / EXPRESS   | 東芝音楽工業 / EXPRESS | 東芝音楽工業 / EXPRESS | 東芝音楽工業 / EXPRESS | 東芝音楽工業 / EXPRESS | 東芝音楽工業 / EXPRESS | 東芝音楽工業 / EXPRESS |
| ------------------------ | ---------------------- | ---------------------- | ---------------------- | ---------------------- | ---------------------- | ---------------------- |
| 1st                      | 1972年2月5日           | 初期のRCサクセション   | 圏外                   | ETP-8148               | LP                     | ¥1,800                 |
| 2nd                      | 1972年12月5日          | 楽しい夕に             | 圏外                   | ETP-8216               | LP                     | ¥1,800                 |
| ポリドール               |                        |                        |                        |                        |                        |                        |
| 3rd                      | 1976年4月21日          | シングル・マン         | 79位                   | MR 5077                | LP                     | ¥2,200                 |
| Kitty Records            |                        |                        |                        |                        |                        |                        |
| 4th                      | 1980年12月5日          | PLEASE                 | 21位                   | 28MK0008               | LP                     | ¥2,800                 |
| 5th                      | 1981年11月21日         | BLUE                   | 12位                   | 28MK0021               | LP                     | ¥2,800                 |
| ロンドンレコード / Barca |                        |                        |                        |                        |                        |                        |
| 6th                      | 1982年10月25日         | BEAT POPS              | 2位                    | L28N-1003              | LP                     | ¥2,800                 |
| 7th                      | 1983年7月5日           | OK                     | 7位                    | L28N1010               | LP                     | ¥2,800                 |
| 東芝EMI / EASTWORLD      |                        |                        |                        |                        |                        |                        |
| 8th                      | 1984年11月23日         | FEEL SO BAD            | 17位                   | WTP-90306              | LP                     | ¥2,800                 |
| 9th                      | 1985年11月21日         | HEART ACE              | 25位                   | WTP-90368              | LP                     | ¥2,800                 |
| 10th                     | 1988年2月25日          | MARVY                  | 10位                   | RT19-5145・6           | 2LP                    | ¥3,800                 |
| 11th                     | 1990年9月27日          | Baby a Go Go           | 4位                    | TOCT-5820              | CD                     | ¥3,000                 |

#### EP
|                     | 発売日              | タイトル            | 最高順位            | 品番                |
| 東芝EMI / EASTWORLD | 東芝EMI / EASTWORLD | 東芝EMI / EASTWORLD | 東芝EMI / EASTWORLD | 東芝EMI / EASTWORLD |
| ------------------- | ------------------- | ------------------- | ------------------- | ------------------- |
| 1st                 | 1986年4月23日       | NAUGHTY BOY         | 44位                | T15-5006            |

#### カバー・アルバム
|               | 発売日        | タイトル      | 最高順位      | 品番          |
| Kitty Records | Kitty Records | Kitty Records | Kitty Records | Kitty Records |
| ------------- | ------------- | ------------- | ------------- | ------------- |
| 1st           | 1988年8月15日 | COVERS        | 1位           | 28MS0185      |

#### ライブ・アルバム
|                            | 発売日         | タイトル                                              | 最高順位      | 品番            |
| Kitty Records              | Kitty Records  | Kitty Records                                         | Kitty Records | Kitty Records   |
| -------------------------- | -------------- | ----------------------------------------------------- | ------------- | --------------- |
| 1st                        | 1980年6月5日   | RHAPSODY                                              | 47位          | 28MK 0001       |
| ロンドンレコード           |                |                                                       |               |                 |
| 2nd                        | 1982年4月5日   | Yeahhhhhh...at武道館                                  | 圏外          | M25N 1001       |
| ロンドンレコード / Barca   |                |                                                       |               |                 |
| 3rd                        | 1982年12月10日 | THE DAY OF R&B                                        | 圏外          | L28N-1005       |
| 4th                        | 1983年12月5日  | THE KING OF LIVE                                      | 19位          | L38N-1014/5     |
| NEWSレコード / SPEED SHOCK |                |                                                       |               |                 |
| 5th                        | 1984年9月21日  | The LIVE!                                             | 圏外          | 25SS0003        |
| 東芝EMI / EASTWORLD        |                |                                                       |               |                 |
| 6th                        | 1986年10月12日 | the TEARS OF a CLOWN                                  | 圏外          | T17-1100・1     |
| 7th                        | 1988年12月16日 | コブラの悩み                                          | -             | RT28-5380       |
| ユニバーサルミュージック   |                |                                                       |               |                 |
| 8th                        | 2005年10月26日 | RHAPSODY NAKED                                        | 圏外          | UMCK-1197       |
| 9th                        | 2013年5月3日   | 悲しいことばっかり (オフィシャル・ブートレグ)         | 19位          | TOCT-29164      |
| なかよしグループ / Barca   |                |                                                       |               |                 |
| 10th                       | 2016年2月5日   | PLEASE ROCK ME OUT at 日比谷野外音楽堂 1981.5.30/5.31 | -             | LZCD-8001/2/3/4 |

#### ベスト・アルバム
|                            | 発売日         | タイトル                                                    | 最高順位      | 品番          |
| Kitty Records              | Kitty Records  | Kitty Records                                               | Kitty Records | Kitty Records |
| -------------------------- | -------------- | ----------------------------------------------------------- | ------------- | ------------- |
| 1st                        | 1981年6月1日   | EPLP                                                        | 22位          | 28MK0015      |
| 2nd                        | 1981年12月1日  | RCサクセション全曲集 (カセットのみ)                         |               | 38CK0026      |
| 東芝EMI / EXPRESS          |                |                                                             |               |               |
| 3rd                        | 1982年3月21日  | ハードフォーク・サクセション                                | 圏外          | ETP-60434     |
| ロンドンレコード / Barca   |                |                                                             |               |               |
| 4th                        | 1983年         | NEW BEST ベイビー逃げるんだ (カセットのみ)                  |               | M28N-1012     |
| ポリドール                 |                |                                                             |               |               |
| 5th                        | 1984年         | THE HISTORY OF RC SUCCESSION (カセットのみ)                 |               | 38CX 1260     |
| NEWSレコード / SPEED SHOCK |                |                                                             |               |               |
| 6th                        | 1984年7月21日  | EPLP-2                                                      | 圏外          | S28S0002      |
| 7th                        | 1984年12月21日 | MIX & MIXER                                                 | 圏外          | S25S-0004     |
| Kitty Records              |                |                                                             |               |               |
| 8th                        | 1985年4月1日   | 最強                                                        |               | 25MS0074      |
| 東芝EMI / EASTWORLD        |                |                                                             |               |               |
| 9th                        | 1987年6月5日   | ニュー・ベストナウ                                          | 圏外          | CA32-1425     |
| 10th                       | 1990年11月7日  | BEST OF RC SUCCESSION 1970-1980                             | 269位         | TOCT-5901     |
| 11th                       | 1990年11月14日 | BEST OF RC SUCCESSION 1981-1990                             | 圏外          | TOCT-5902     |
| Kitty Records              |                |                                                             |               |               |
| 12th                       | 1992年6月1日   | The RCサクセション名曲集                                    |               | KTCR-1156/7   |
| 13th                       | 1995年9月25日  | SOULMATES THE RC SUCCESSION '76-'81&'88                     | 圏外          | KTCR-1335     |
| 東芝EMI / EASTWORLD        |                |                                                             |               |               |
| 14th                       | 1998年12月9日  | SUPER BEST                                                  |               | TOCT-24006    |
| Kitty Records              |                |                                                             |               |               |
| 15th                       | 1999年6月30日  | TREASURE COLLECTION                                         |               | KTCR-9062     |
| キティMME                  |                |                                                             |               |               |
| 16th                       | 2001年12月19日 | スーパー・バリュー                                          | 圏外          | UMCK-8001     |
| 東芝EMI / EASTWORLD        |                |                                                             |               |               |
| 17th                       | 2002年6月19日  | ゴールデン☆ベスト                                           | 圏外          | TOCT-10863    |
| 東芝EMI / 広島音工         |                |                                                             |               |               |
| 18th                       | 2003年         | ぼくの好きな先生                                            |               | HRCD-026      |
| ユニバーサルミュージック   |                |                                                             |               |               |
| 19th                       | 2004年2月25日  | ゴールデン☆ベスト RCサクセション ユニバーサル・エディション | 31位          | UICZ-6048     |
| 20th                       | 2005年6月1日   | Wonderful Days 1970-80                                      | 60位          | UICZ-4117     |
| 東芝EMI / EASTWORLD        |                |                                                             |               |               |
| 21st                       | 2005年6月1日   | Greatful Days 1981-90                                       | 60位          | TOCT-25668    |
| ユニバーサルミュージック   |                |                                                             |               |               |
| 22nd                       | 2015年11月25日 | KING OF BEST                                                |               | UPCY-7076     |
| 23rd                       | 2020年3月5日   | COMPLETE EPLP 〜ALL TIME SINGLE COLLECTION〜                | 14位          | UPCY-7664/6   |
| 24th                       | 2024年3月6日   | ロックン・ロール～Beat, Groove and Alternate～              | 35位          | UICZ-4665/6   |

#### 未発表音源集
|                  | 発売日                    | タイトル                                          | 最高順位         | 品番             |
| なかよしグループ | なかよしグループ          | なかよしグループ                                  | なかよしグループ | なかよしグループ |
| ---------------- | ------------------------- | ------------------------------------------------- | ---------------- | ---------------- |
| 1st              | 2016年11月9日（発売延期） | 初期のシングル・マン -The Immortal RC SUCCESSION- | -                | LZCD-8005/6/7/8  |

### ビデオ・DVD
|                            | 発売日                   | タイトル                                            | 備考 | 品番                     |
| レーザーディスク株式会社   | レーザーディスク株式会社 | レーザーディスク株式会社                            | レーザーディスク株式会社 | レーザーディスク株式会社 |
| -------------------------- | ------------------------ | --------------------------------------------------- | --- | ------------------------ |
| 1st                        | 1982年3月20日            | RC SUCCESSION AT BUDOHKAN                           | 1981年12月24日に行われた初の武道館公演。 | MP055-25LD               |
| ポリドール                 |                          |                                                     | |                          |
| 2nd                        | 1984年4月10日            | THE KING OF LIVE AT BUDOHKAN                        | 1983年のクリスマス武道館公演。 | 6513-5                   |
| 東芝EMI / EASTWORLD        |                          |                                                     | |                          |
| 3rd                        | 1985年12月21日           | SPADE ACE (スペードのエース)                        | 『FEEL SO BAD』と『HEART ACE』からのビデオクリップ集。企画、演出は川崎徹。なお「横浜ベイ」に泉谷しげるが出演している。                                                     | TT98-1137HI              |
| 4th                        | 1986年11月21日           | the TEARS OF a CLOWN                                | 1986年、恒例の夏の日比谷野音ライブの模様を収録。4DAYSの映像を巧みに組み合わせまとめてある。                                                                                | TOVF-1083                |
| 5th                        | 1989年1月25日            | コブラの悩み                                        | 1988年8月の日比谷野音ライブの映像。『COVERS』騒動の直後のライブであり、会場全体が異様な熱気に包まれている模様が収められている。                                            | FV038-1011               |
| 6th                        | 1990年11月28日           | ミラクル 20th Anniversary                           | 1990年9月の日比谷野音ライブの映像。RC20周年記念にふさわしい選曲となっている。なお、新井田、Gee2wo脱退後であるためドラムとキーボードはそれぞれ春日と厚見が務めている。      | TOLF-1089                |
| Kitty Records              |                          |                                                     | |                          |
| 7th                        | 1994年6月25日            | RHAPSODY 〜the video〜                              | レコード会社の倉庫に眠っていたアルバム『RHAPSODY』の映像版。 | KTVV-1031                |
| ポリドール                 |                          |                                                     | |                          |
| 8th                        | 1998年7月15日            | THE ROCK'N' ROLL SHOW 80/83                         | 1984年発売の『THE KING OF LIVE』と1994年発売の『RHAPSODY 〜the video〜』をリマスター、2in1にしてDVD化したもの。                                                            | POBV-1002                |
| デジタルサイト / DreamTime |                          |                                                     | |                          |
| 9th                        | 2003年10月22日           | ライブ帝国 RCサクセション                           | 1980年代後半、テレビ神奈川で放送されたTVライブの模様を収録。 | DEBP-13012               |
| 10th                       | 2003年11月27日           | ライブ帝国 RCサクセション early 80's                | テレビ神奈川で放送されていた『ファイティング80's』で放映された1980年〜1981年のライブ映像。                                                                                 | DEBP-13015               |
| 11th                       | 2003年12月10日           | ライブ帝国 RCサクセション 70's                      | テレビ神奈川で放送されていた『ヤング・インパルス』の1972年4月〜9月のパフォーマンスを収録。                                                                                 | DEBP-13016               |
| ユニバーサルミュージック   |                          |                                                     | |                          |
| 12th                       | 2016年3月30日            | SUMMER TOUR’83 渋谷公会堂 〜KING OF LIVE COMPLETE〜 | 1983年6月25日、26日の2日間おこなわれた渋谷公会堂でのライブ映像。 | UPBY-9014                |
| 13th                       | 2024年6月5日             | HARD FOLK STUDIO LIVE                               | テレビ神奈川で1972年～76年まで放送されていた音楽番組「ヤングインパルス」に出演した3人編成時代のスタジオライブ映像。上記11thに、9thと10thのボーナストラックをまとめたもの。 | UPBY-5104                |

### 未発表曲
初期（アコースティック時代）
| 曲名                                     | 概要                                                                                     |
| ---------------------------------------- | ---------------------------------------------------------------------------------------- |
| ぼくの家の前の道を今朝も小学生が通います | 後年、清志郎のソロとしても歌われているが元々はRCの曲。「悲しいことばっかり」に収録       |
| やせこけた女                             | 学生時代、痩せた女につきまとわれた清志郎の実体験を元にした曲。                           |
| オキナワ・ライン                         | 結成当初に作られた。ベンチャーズを意識したインスト曲。当時、破廉のお気に入りの曲だった。 |
| 貧乏絵描き                               |                                                                                          |
| もうすぐ帰る                             |                                                                                          |
| 金曜日の大雪                             |                                                                                          |
| 仕事なので                               | ボーカルは破廉ケンチ。「悲しいことばっかり」に収録                                       |
| 昆虫採集                                 |                                                                                          |
| 黄色いお月様                             | 「悲しいことばっかり」に収録                                                             |
| 一日                                     | 「悲しいことばっかり」に収録                                                             |
| 黙っていておくれ                         |                                                                                          |

中期（暗黒期）
| 曲名                               | 概要                                     |
| ---------------------------------- | ---------------------------------------- |
| 山を降りて出かける日               |                                          |
| ぼくの記憶では                     |                                          |
| パーティーをひらこう               |                                          |
| 君は素敵                           |                                          |
| 女はきみの邪魔をする               |                                          |
| 一五〇パーセント・オレンジジュース |                                          |
| 別れたあとで                       |                                          |
| ダーリン・カセット                 |                                          |
| こたつバラード                     |                                          |
| 重労働                             |                                          |
| 洗たくの自由                       |                                          |
| ぼくはラジオが大好き               |                                          |
| ベルおいで                         | 「悲しいことばっかり」に収録             |
| アルバイト                         | 忌野の著作「十年ゴム消し」に登場する曲。 |
| うかれたクリスマス                 |                                          |
| レディー・レイ                     | 作詞は三浦友和が担当している。           |
| はじめまして よろしく              |                                          |
| ぼくの眠るところ                   |                                          |
| ゆうべいい事                       |                                          |

後期（復活・ブレイク期〜終焉期）

### タイアップ
| 曲名                              | タイアップ                                               |
| --------------------------------- | -------------------------------------------------------- |
| スローバラード                    | 映画『ラブ&ピース』主題歌                                |
| 上を向いて歩こう                  | 松竹映画『殿、利息でござる!』主題歌                      |
| 雨あがりの夜空に                  | 東宝映画『! (アイ・オー)』挿入歌                         |
| 君が僕を知ってる                  | 2023年公開、映画「ブルーを笑えるその日まで」主題歌       |
| こんなんなっちゃった              | ミノルタX7 CMソング                                      |
| ベイビー!逃げるんだ。             | MMC『MIRAGE』CMソング                                    |
| すべてはALRIGHT (YA BABY)         | パルコ CMソング                                          |
| サン・トワ・マミー                | フジテレビ系ドラマ『やっぱり猫が好き』エンディングテーマ |
| サン・トワ・マミー                | 松竹映画『バカヤロー! 私、怒ってます』主題歌             |
| I LIKE YOU                        | セゾンカード CMソング                                    |
| スローバラード (RE-MIXED VERSION) | 東宝映画『! (アイ・オー)』主題歌                         |
| 空がまた暗くなる                  | TBS系ドラマ『おかしの家』主題歌                          |
| 体操しようよ                      | 映画「体操しようよ」主題歌                               |
| ぼくの好きな先生                  | 映画『ぼくの好きな先生』主題歌                           |

- あの娘のレター/あの夏のGOGO（1982年頃）、「サントリーウォッカ Salty Dog」『トロピカル ハイヌーン』CMソング[注釈 2]。

## 主要ライブ&ツアー
- コンサートその1 （1971年7月20日、日仏会館）
- コンサートその2 （1972年2月5日、青山タワーホール）
- RCの夕べ（1972年3月2日/20日、渋谷ジァンジァン）
- RCと共に（1972年5月26日、渋谷ジァンジァン）
- コンサートその3 （1972年6月16日、千代田公会堂）
- コンサートその4 （1973年4月23日、千代田公会堂）
- 邪魔者RCサクセション・コンサート （1974年10月7日、浦和市民会館・21日、千葉市民会館小ホール・11月8日、東条会館）
- シングル「ステップ！」発売記念 RCサクセション LIVE （1979年6月25日、日仏会館）
- “雨あがりの夜空に”発売記念 屋根裏4days （1980年1月18日-22日、渋谷屋根裏）
- LIVE!! RCサクセション （1980年4月5日、久保講堂） 後のRHAPSODYとなるライブ
- エネルギーohエネルギー （1980年7月5日、日比谷野外音楽堂）
- Please Play It Loud （1980年12月25日、渋谷公会堂）
- Please Rock Me Out （1981年5月30日/31日、日比谷野外音楽堂）
- AT NIPPON BUDOHKAN （1981年12月24日、日本武道館）
- ON TOUR '82 （1982年9月26日、姫路市文化センター - 12月24日、日本武道館）
- SUMMER TOUR '83 （1983年6月8日、新宿厚生年金会館 - 7月23日、京都会館）
- 1983 RC SUCCESSION AT BUDOKAN （1983年12月25日/26日、日本武道館）
- SUPER BAD TOUR （1984年4月14日、宇都宮市民文化会館 - 7月6日、静岡市民文化会館）
- TOUR '84-'85 Feel So Good （1984年12月8日、大阪フェスティバルホール  - 1985年7月17日、福岡市民会館）
- THE GREAT RC SUCCESSION TOUR 1985-1986 （1985年12月11日、愛知勤労会館  - 1986年6月20日、岩手県民会館）
- 4SUMMER NITES （1986年8月16日-17日/23日-24日、日比谷野外音楽堂）
- the TOURS OF a CLOWN （1986年12月8日、愛知勤労会館  - 12月24日、日本武道館）
- TOUR 1987 GO ON THE ROAD （1987年5月8日、千葉県文化会館  - 9月10日、広島郵便貯金会館）
- 4SUMMER NITES （1987年8月15日-16日/22日-23日、日比谷野外音楽堂）
- TOURS OF LOVE 1987 （1987年12月10日、愛知勤労会館  - 12月25日、日本武道館）
- TOURS MARVY （1988年3月11日、千葉県文化会館  - 6月21日、鹿児島市民文化会館）
- SPECIAL FOR SUMMER NIGHT （1988年8月13日/14日、日比谷野外音楽堂）
- LOVE ME LIVE TOUR 1988 （1988年12月5日、愛知勤労会館  - 12月25日、日本武道館）
- HARD TIMES LIVE 1989 （1989年4月7日、汐留PIT  - 5月29日、大宮市民会館）
- 4SUMMER NITES （1989年8月12日-13日/19日-20日、日比谷野外音楽堂）
- FAMILY STONE TOUR1989 （1989年12月11日、大阪厚生年金会館  - 12月25日、日本武道館）
- 4SUMMER NITES （1990年9月1日-2日/8日-9日、日比谷野外音楽堂）
- WINTER NIGHTS TOUR 1990 （1990年11月21日、札幌厚生年金会館  - 12月25日、日本武道館）

## 出版
| 初版     | 名前                     | 出版         | 価格 | 備考                |
| -------- | ------------------------ | ------------ | ---- | ------------------- |
| 1973.7.1 | RC・サクセションのすべて | アロー出版社 | ¥270 | MUSIC-JACK第1巻７号 |
|          | 愛しあってるかい         |              |      |                     |
|          | 遊びじゃないんだっ       |              |      |                     |

## 出演
RCサクセションとしての出演番組/イベントを記載。個人としての出演も多かった清志郎に関しては、別項忌野清志郎#出演を参照。

### テレビ番組
- ヤング720 （1969年5月7日、TBS） - ゲスト出演
- ヤング・インパルス （1972年4月9日〜1973年4月8日、1976年4月25日、TVK）72年4月の番組開始から翌年4月にかけてレギュラー出演。その後、度々ゲストとして出演した。
- ヤングおー!おー! （1979年、毎日放送） - ゲスト出演
- NTVザ・ヒット! ピンク百発百中 （1979年、日本テレビ） - ゲスト出演
- TVジョッキー （1979年、日本テレビ） - ゲスト出演
- 金曜娯楽館 （1979年、日本テレビ） - ゲスト出演
- NTV紅白歌のベストテン （1979年8月、日本テレビ） - ゲスト出演
- ぎんざNOW! （1979年8月16日、TBS） - ゲスト出演
- 古井戸解散コンサート （1979年12月、東京12チャンネル） - 泉谷しげると共にゲスト出演
- ステレオ音楽館 （1980年、東京12チャンネル） - ゲスト出演
- 11PM （1980年、日本テレビ） - ゲスト出演
- ファイティング 80's （1980年4月4日、TVK） - ゲスト出演
- サウンズ・クリエーション （1980年7月13日、東京12チャンネル） - ゲスト出演
- 音楽自由港 （1980年8月17日、TVK） - ゲスト出演
- ザ・コンサート （1980年9月13日、TBS） - ゲスト出演
- よォーこそ!RCサクセション （1980年10月26日、テレビ朝日） - ゲスト出演
- ファイティング 80's （1980年11月17日、TVK） - ゲスト出演
- アップルハウス（1980年11月8日、フジテレビ） - ゲスト出演
- ジャムジャム'80 （1980年11月21日、テレビ朝日） - 泉谷しげる、加奈崎芳太郎と共にゲスト出演
- 夜のヒットスタジオ（1981年2月16日、フジテレビ） - ゲスト出演
- テレビアンナイト （1981年2月18日、フジテレビ） - ゲスト出演
- ステレオ音楽館 （1981年6月28日、東京12チャンネル） - ゲスト出演
- オールナイトニッポン・スーパーフェス （1981年7月30日、フジテレビ）
- ファイティング 80's （1981年12月18日/25日、TVK） - ゲスト出演
- 夜のヒットスタジオ（1982年2月8日、フジテレビ） - ゲスト出演
- RCサクセション AT 日本武道館（1982年2月27日、フジテレビ）
- 夜のヒットスタジオ（1982年6月14日、フジテレビ） - ゲスト出演
- ザ・ベストテン（1982年8月5日、TBS） - ゲスト出演
- ファイティング 80's （1982年11月14日、TVK） - ゲスト出演
- YOU（1983年1月1日、NHK） - ゲスト出演
- ザ・ベストテン（1983年8月5日、TBS） - ゲスト出演
- 箱根オデッセイ ポップ'83イン・ハコネから（1983年8月20日、NHK）
- YOU（1983年8月27日、NHK） - ゲスト出演
- KING OF LIVE RC SUCCESSION AT BUDOUKAN （1984年2月9日、TBS）
- スーパーフェス'84 KING OF LIVE! （1984年8月30日、フジテレビ）
- 夜のヒットスタジオDELUXE （1985年5月1日、フジテレビ） - ゲスト出演
- 面白予約ショウ （1985年6月7日、フジテレビ） - ゲスト出演
- POP HILL：1986（1986年、石川テレビ） - ゲスト出演
- 笑っていいとも - 1000回記念（1986年8月14日、フジテレビ）
- BEAT CLUB（1986年8月15日、テレビ朝日） - ゲスト出演
- オールナイトフジ （1986年12月13日、フジテレビ） - ゲスト出演
- Live TOMATO （1987年6月4日、TVK） - ゲスト出演
- MUSIC WAVE SPECIAL （1988年5月10日、NHK）
- Live TOMATO （1988年6月2日、TVK） - ゲスト出演
- ロック・スペシャル （1988年12月30日、NHK） - MUSIC WAVE SPECIAL短縮版
- ロックンロール・バンド・スタンド 88-89 （1989年5月27日、NHK） - ゲスト出演
- 新NY者 （1989年10月25日、フジテレビ）
- ミュージックトマトJAPAN （1990年、TVK） - ゲスト出演
- ロックンロールオリンピック'90 （1990年8月12日、NHK仙台） - ゲスト出演
- JT SUPER SOUND '90 （1990年8月19日、日本テレビ） - ゲスト出演

### ラジオ番組
- 亀渕昭信のオールナイトニッポン （1973年2月、ニッポン放送） - ゲスト出演
- サウンドストリート （1979年7月17日、NHK-FM） - ゲスト出演
- サウンドストリート 森永博志 （1980年1月8日、NHK-FM） - ゲスト出演
- 吉田拓郎のヤングタウンTOKYO サタデーナイトカーニバル （1980年4月19日、TBSラジオ） - ゲスト出演
- セイコー・ジョイントライブ （1980年6月14日、TBSラジオ） - ANARCHYと共にゲスト出演
- PIONEERサウンドアプローチ （1980年6月22日、FM東京） - ゲスト出演
- 長渕剛のオールナイトニッポン （1980年8月22日、ニッポン放送） - ゲスト出演
- 林美雄 パックインミュージック （1980年9月30日、TBSラジオ） - ゲスト出演
- レコパル「音の仲間たち」 （1980年11月6日、 FM東京） - ゲスト出演
- サウンドストリート 渋谷陽一 （1981年3月19日、 NHK-FM） - ゲスト出演
- タモリのオールナイト・ニッポン （1981年7月2日、 ニッポン放送） - ゲスト出演
- サウンドストリート 渋谷陽一 （1981年7月10日、 NHK-FM） - ゲスト出演
- ニュー・サウンズ・スペシャル （1981年11月8日、 NHK-FM） - ゲスト出演
- サウンドストリート 渋谷陽一 -ロック大賞'81 （1981年12月30日、 NHK-FM） - ゲスト出演
- サウンドストリート 坂本龍一 （1982年1月26日、 NHK-FM） - ゲスト出演
- サウンドストリート 坂本龍一 （1982年2月3日、 NHK-FM） - ゲスト出演
- Blues Made In Japan （1982年2月28日、 NHK-FM） - 憂歌団と共にゲスト出演
- パイオニアSP 集まれStudio Boy! ～PIONEERスタジオボーイ発売記念〜"RCサクセションLIVE" （1982年3月31日、 FM大阪） - ゲスト出演
- PIONEER SPECIAL 集まれStudio Boy! RCサクセションライブ （1982年4月5日、 FM愛知） - ゲスト出演
- FM STATION マイサウンドグラフィティ （1982年5月18日-21日、 FM東京） - ゲスト出演
- サウンドストリート 坂本龍一 （1982年7月6日、 NHK-FM） - ゲスト出演
- タモリのオールナイト・ニッポン （1982年8月4日、 ニッポン放送） - ゲスト出演
- ニュー・サウンズ・スペシャル （1982年11月21日、 NHK-FM） - ゲスト出演
- サウンドストリート 渋谷陽一 -ロック大賞'82 （1982年12月30日、 NHK-FM） - ゲスト出演
- レコパル音の仲間たち 手塚理美 （1983年6月26日、 FM東京） - ゲスト出演
- サウンドストリート 渋谷陽一 （1983年12月2日、 NHK-FM） - ゲスト出演
- サウンドストリート 渋谷陽一 -ロック大賞'83 （1983年12月30日、 NHK-FM） - ゲスト出演
- ビートたけしのオールナイトニッポン （1984年7月12日、 ニッポン放送） - ゲスト出演
- レコパル音の仲間たち （1984年8月12日/19日、 FM東京） - ゲスト出演
- サウンドストリート 渋谷陽一 （1984年11月23日、 NHK-FM） - ゲスト出演
- レコパル音の仲間たち （1984年12月、 FM東京） - ゲスト出演
- ミュージック･タイム･スペシャル「山下洋輔PANJAスイング・パーティ」 （1985年3月23日、 FM東京） - 清志郎・チャボ ゲスト出演
- サウンドストリート 佐野元春 -元春レイディオ・ショー （1985年7月29日、 NHK-FM） - ゲスト出演
- サウンドストリート 坂本龍一 （1985年12月24日、 NHK-FM） - ゲスト出演
- サンプラザ中野のオールナイトニッポン （1987年9月4日、 ニッポン放送）  - ゲスト出演

### イベント
- カレッジ ポップス・コンサート （1969年8月29日、渋谷公会堂）c/w トワ・エ・モア、ザ・ロック・キャンディーズ、ノイズ・ハミング、ティンカーズ、遠藤賢司、ザ・リガニーズ、加藤和彦、リトル・マギー、フォー・セインツ、はしだのりひことシューベルツ
- 悪魔の晩餐会 （1971年8月、安田生命ホール）
- フォーク収穫祭 （1971年9月、新宿厚生年金会館）
- はっぴいえんど、マットルーム主催『第3回 日本語のふぉーくとろっくのコンサート』（1971年10月17日、日比谷野外音楽堂）c/w 遠藤賢司・小野和子・かまやつひろし・加橋かつみ・吉田拓郎・六文銭・加川良・頭脳警察・ザ･エム・DEW・南正人・成田賢・金延幸子・クリンカム･クランカム・ゲッセマネ・トップギャラン・町田義人・MUTATION 9 BAND・はっぴいえんど
- 音楽舎初場所番外コンサート　こんさあとごっこ （1972年2月12日、文京公会堂）c/w あがた森魚・岩井宏・加川良・我夢土下座・斉藤哲夫・高田渡・友部正人・武蔵野タンポポ団・他
- 聖ロック祭・パートIII （1972年4月4日、日比谷野外音楽堂）c/w はっぴいえんど・安全バンド・井上陽水(友部正人の代役)・中川五郎・梅雨前線
- メッセージ・フォーク RCサクセションの夕べ （1972年4月24日、渋谷ジァン・ジァン）c/w 井上陽水
- フォーク・イン・パースン （1972年5月6日、渋谷ジァン・ジァン）
- 第4回 日本語のふぉーくとろっくこんさーと （1972年5月14日、日比谷野外音楽堂）c/w 遠藤賢司・加橋かつみ・かまやつひろし・ガロ・クニ河内・ジプシー･ブラッド・はっぴいえんど・モップス・乱魔堂
- 聖ロック祭 （1972年6月4日、日比谷野外音楽堂）c/w 頭脳警察・蜂蜜ぱい・井上陽水・友部正人・小坂忠・あがた森魚・中川五郎・なぎらけんいち・はっぴいえんど
- ガロとRCサクセションのジョイント・コンサート （1972年7月19日、八王子市民会館）
- びっくり箱 （1972年8月24日、新宿厚生年金会館）
- ロック・ソサエティ・ウラワ(RSU)夏の陣 [第1部]（1972年8月26日、埼玉会館大ホール）c/w 泉谷しげる・クリープ・高田渡・V.S.O.P・ブレッド＆バター
- 混鎮音 （1972年8月30日、日比谷野外音楽堂）
- ふぉーくこんさーと （1972年9月1日、杉野講堂）
- ピクニック・コンサート （1972年9月23日、日比谷野外音楽堂）
- 前夜祭、マジカル・ミステリー・ツアー （1972年10月26日、一橋大）
- カレッジ・ミュージック5th （1972年11月23日、神田共立講堂）
- 木の葉が散ってコンサート （1972年11月29日、神田共立講堂）
- コンサート・コレクション （1973年1月13日、神田共立講堂）
- 春のフォーク・フェスティバル （1973年3月17日、渋谷ジァン・ジァン）
- RSU音楽祭 （1973年3月31日、埼玉会館）
- 回転木馬 （1973年4月27日、日比谷野外音楽堂）
- 聖フォーク&ロック （1973年4月、日比谷野外音楽堂）
- 井上陽水&RCサクセション （1973年6月16日、九段会館）
- サマー・ポップス・カーニバル （1973年8月12日、横浜公園野音）
- 摩耶祭 （1973年11月1日、三鷹公会堂）
- みなずき音楽会 （1974年6月20日、中野公会堂）
- Summer Folk Concert （1974年8月24日、神奈川県立音楽堂）
- わたしは泣いています （1974年9月6日、神奈川県立音楽堂）
- 古井戸×RCサクセション （1974年9月28日、九段会館）
- 東京フォーク・ジャンボリー 77 （1977年4月17日、日比谷野外音楽堂）
- 34時間コンサート （1977年12月3日）
- 妙国寺野外コンサート （1978年10月10日、品川妙国寺）
- SPRING CARNIVAL （1979年4月29日、日比谷野外音楽堂）c/w カルメン・マキ、上田正樹、憂歌団、森園勝敏グループ、MANNA、レイジーヒップ、紀伊国屋バンド
- オールナイト・ニッポン Presents 80's JAM オーバー・ジャパン （1979年7月22日、所沢・西武ライオンズ球場）c/w 松山千春・岡林信康・原田真二・長渕剛・チューリップ・渡辺真知子・森山良子・パンダフルハウス・柳ジョージ&レイニーウッド
- サマーウエーブ '79 （1979年8月5日、茨城県民文化会館）
- 第１回下北沢音楽祭 （1979年9月2日、下北沢駅前広場(本多劇場建設用地)）
- OVER THE WAVE （1979年9月9日、日比谷野外音楽堂）c/w 8 1/2・PANTA & HAL・遠藤賢司・ムーンライダース・LIZARD
- オールナイトコンサート （1979年11月10日、神奈川大学）
- ユネスコ児童フェスティバル （1979年11月11日、日本青年館）
- 古井戸解散コンサート （1979年11月16日、久保講堂） - 清志郎・リンコ ゲスト出演
- 学園祭前夜祭 （1979年11月22日、法政大学）
- 教育学部祭 （1979年11月24日、広島大学）
- Johnny, Louis & Char at 日本武道館 （1979年12月27日、日本武道館） - フロントアクト出演
- ASAKUSA NEW YEAR ROCK FESTIVAL '79-'80 （1979年12月31日、浅草国際劇場）
- 16chミキシングライブ録音会 （1980年2月16日、有楽町・日立Lo-Dプラザ）
- APPLE HOUSE FASHION SHOW （1980年3月22日、青山ベルコモンズ）
- 千円コンサート （1980年4月20日、日比谷野外音楽堂）
- 公園通り音楽祭 '80 （1980年4月27日、渋谷公会堂）
- 唄の市 '80 （1980年5月27日/28日、久保講堂）
- 生協祭 （1980年6月19日、神奈川大学大講堂）
- ALL NIGHT ROCK SHOW '80・2000光年の彼方 （1980年6月21日-22日、東京国際見本市会場東館 晴海オーディトリアム）
- OVER HEAT '80 （1980年7月13日、京都桃山城）
- '80 Jam （1980年7月23日、福岡都久志会館）
- Jam Jam '80 Pioneer Super Rock Fes （1980年7月27日、大阪万博お祭り広場）
- Rock'n Roll Circus （1980年7月28日、新宿駅西口前特設サーカステント）
- マウンテン・マラソン （1980年8月2日、神戸六甲山）
- HOT JAM’80 〜シアターフレンズ〜 （1980年8月8日-9日、静岡・日本平ホテル MUSIC LANDジャパン）
- JAPAN JAM2 （1980年8月17日、横浜スタジアム）
- POP'N ROLL 300% （1980年8月23日、日本武道館）
- Sweet Soul Show （1980年10月26日、日比谷野外音楽堂）
- 多摩美大芸術祭オールナイトロックフェス （1980年11月2日、多摩美術大学体育館）
- 早稲田祭 （1980年11月6日、早稲田大学大隈講堂）
- 桃山祭 オールナイト・フェス （1980年11月7日、大阪桃山学院大学）
- TWILIGHT JAM （1980年11月15日、慶応大学日吉記念会館）
- 大阪"冬の陣"年忘れコンサート （1980年12月30日、大阪毎日ホール）
- 第四回除夜の鐘コンサート （1980年12月31日、京都四条南座）
- オールナイト・ニッポン スーパーフェス シャワーリング JAM （1981年7月26日、所沢・西武ライオンズ球場）c/w シャネルズ・もんた＆ブラザーズ・横浜銀蝿・ハウンドドッグ・シーナ＆ロケット・ヴァージンVS・キャデラックスリム
- '81 JAM JAM SUNTORY ADE ROCK FESTIVAL （1981年8月1日-2日、大阪南港フェリーターミナル前広場）c/w (8/1)セリカ with DOG・ブラウン･シュガー・A.R.B.・誰がカバやねんロックンロールショウ・子供ばんど・水口晴幸・ダウンタウン･ファィティング･ブギウギバンド・アナーキー・(8/2)ハイウェイ・シャネルズ・ダーツ・増田俊郎 & セプテンバーブルー・J-WALK・THE VOICE OF WEST R&B REVUE・桑名将大・山下達郎
- R&R Olympic '81 （1981年8月9日、仙台SUGO宮城スポーツランド）c/w ARB・ハウンドドッグ
- Freeway Summer Rock Fes （1981年8月11日、秋田県民会館）
- 真夜中のロックショー （1981年12月28日、渋谷東映）ゲスト- 坂本龍一・春日博文
- 糸井重里PRESENTS ヘンタイよいこ白昼堂々秘密の大集会 （1982年5月5日、品川プリンスホテル・ゴールドホール）- 清志郎・チャボ参加
- The Day of R&B （1982年8月7日、横浜スタジアム・8月8日、大阪住之江ボートレース場）
- 月刊宝島10周年コンサート （1983年7月4日、日本青年館）
- HOKKAIDO SUPER JAM '83 RCサクセション vs. サザンオールスターズ （1983年8月6日、真駒内オープンスタジアム）
- 箱根オデッセイ POP'83 in HAKONE （1983年8月13日、箱根自然公園）c/w 高橋幸宏スペシャルバンド
- オールナイトニッポン スーパーフェス ASAHI BEER LIVE （1984年7月22日、所沢西武ライオンズ球場）フロントアクト: 吉川晃司・小山卓治・ロケッツ
- JAM JAM サントリー NCAA ROCK FESTIVAL （1984年7月29日、大阪南港フェリーターミナル前広場）c/w 上田正樹・PINK CLOUD・子供ばんど・ZELDA・斉藤誠・大沢誉志幸
- KIRIN presents NAGOYA ROCK FESTIVAL （1984年8月5日、ナゴヤ球場）c/w 沢田研二&EXOTICS・上田正樹・子供ばんど・大沢誉志幸
- 山下洋輔PANJAスイング・パーティ  （1985年3月19日、新宿厚生年金会館） - 清志郎・チャボ ゲスト出演
- ヤングミュージックフェス （1985年3月23日、つくば科学万博）
- 気分一新！独立コンサート～スーパーエイプリルフール～ （1985年4月1日、パルコ西武劇場）
- POP HILL '85 （1985年8月18日、石川県森林公園 緑化の広場）
- '86 ユーパロ・ミュージック・フェスティバル （1986年7月27日、夕張石炭の歴史村 野外グリーン大劇場）c/w ピンククラウド・ARB・サンディー&ザ・サンセッツ・BOØWY
- POP HILL '86 （1986年8月3日、石川県森林公園 緑化の広場）
- '86 SUPER JAM （1986年8月10日、大阪南港フェリーターミナル前広場）
- 屋根裏最後の日 （1986年8月30日、渋谷屋根裏）
- ANN CALL '87 （1987年6月7日、日比谷野外音楽堂） - 清志郎・チャボ ゲスト出演
- ROCK CIRCUIT '87 （1987年7月26日、真駒内オープンスタジアム）
- クレセント・スーパー・ロックジャム '87 （1987年7月31日、仙台秋保森林スポーツ公園）
- FM ROCK CIRCUIT in 海の中道 （1987年8月2日、福岡・海の中道海浜公園）
- '87 SUPER JAM ～Summer Rock Festival （1987年8月8日、大阪南港フェリーターミナル前広場）
- KIRIN SOUND TOGETHER POP HILL '87 （1987年8月9日、石川県森林公園 緑化の広場）
- 緊急スペシャルライブ （1987年9月13日、日比谷野外音楽堂）
- Ben E. King Japan Tour （1987年9月27日、長崎松ヶ枝国際埠頭サンライズ船上）フロントアクト
- ROCK'N ROLL BAND-STAND in SAPPORO '87-'88（1987年12月31日-1988年1月1日、札幌・月寒グリーンドーム）
- MUSIC WAVE （1988年4月10日、汐留PIT）c/w ストリート・スライダース、エレファントカシマシ
- ヒルビリー・バップス LAST LIVE （1988年5月5日、日比谷野外音楽堂）宮城宗典 追悼 - 清志郎・チャボ ゲスト出演
- 門司港ロックフェスティバル（1988年6月19日、宇和島門司港）
- ROCK CIRCUIT '88 （1988年7月24日、真駒内オープンスタジアム）
- FM ROCK CIRCUIT （1988年7月31日、福岡海の中道海浜公園）
- SUPER JAM （1988年8月5日、大阪南港）
- サウンドパーク '88 （1988年8月7日、愛媛津島町）
- R&R Band Stand '88-'89（1988年12月31日-1989年1月1日、名古屋レインボーホール）
- ロックの生まれた日 （1990年4月28日、大阪城野外音楽堂・4月30日、日比谷野外大音楽堂）S. M. I
- '90 SUPER JAM （1990年7月29日、横浜アリーナ）
- '90 SUPER JAM （1990年8月7日、名古屋レインボーホール）
- R&R Olympic '90（1990年8月12日、仙台スポーツランドSUGO）
- JT SUPER SOUND '90（1990年8月19日、広島サンプラザホール）
- '90 SUPER JAM （1990年8月21日、大阪城ホール）